# البعثات القنصلية في هونغ كونغ

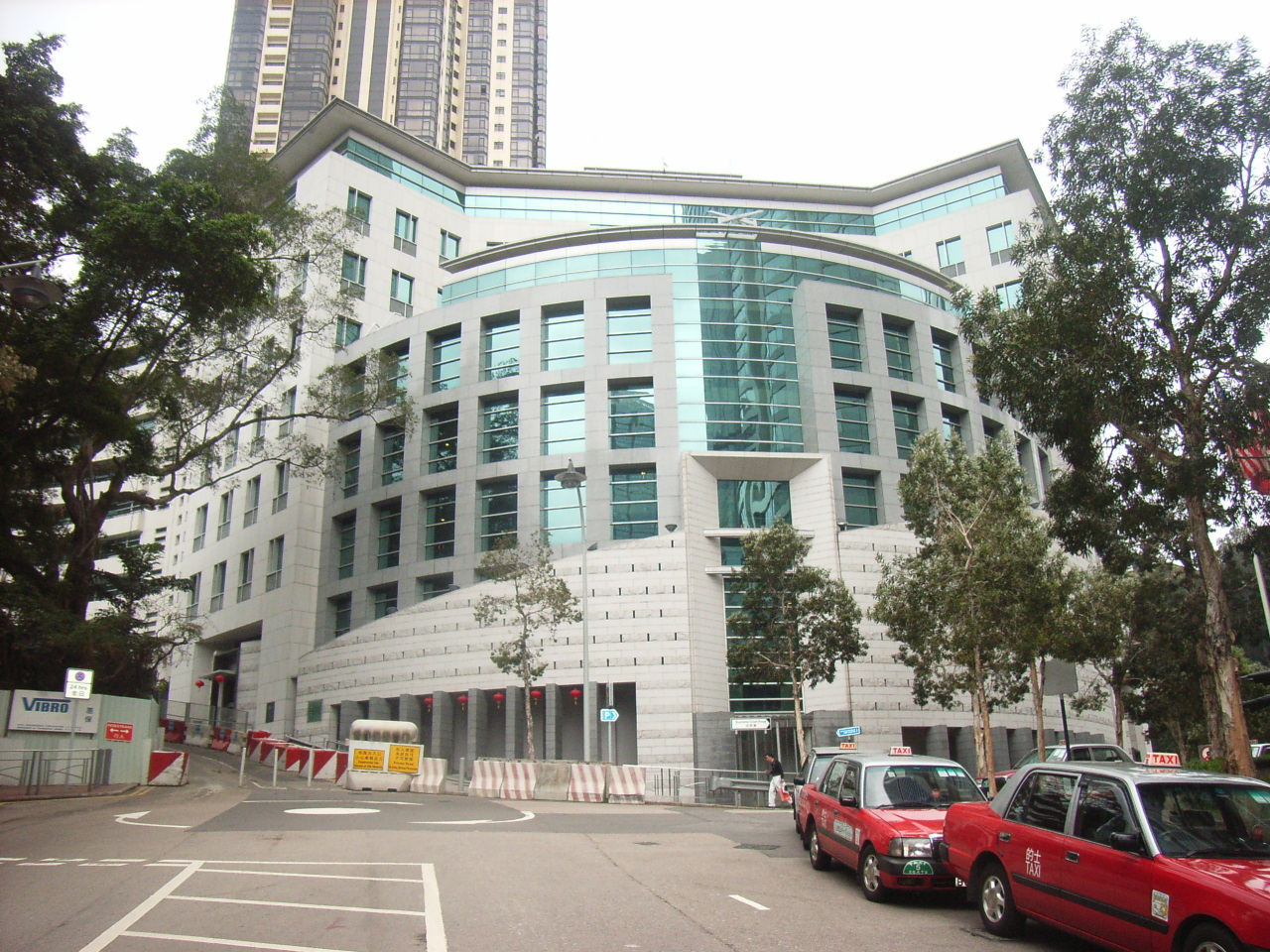
القنصلية العامة البريطانية، هونغ كونغ

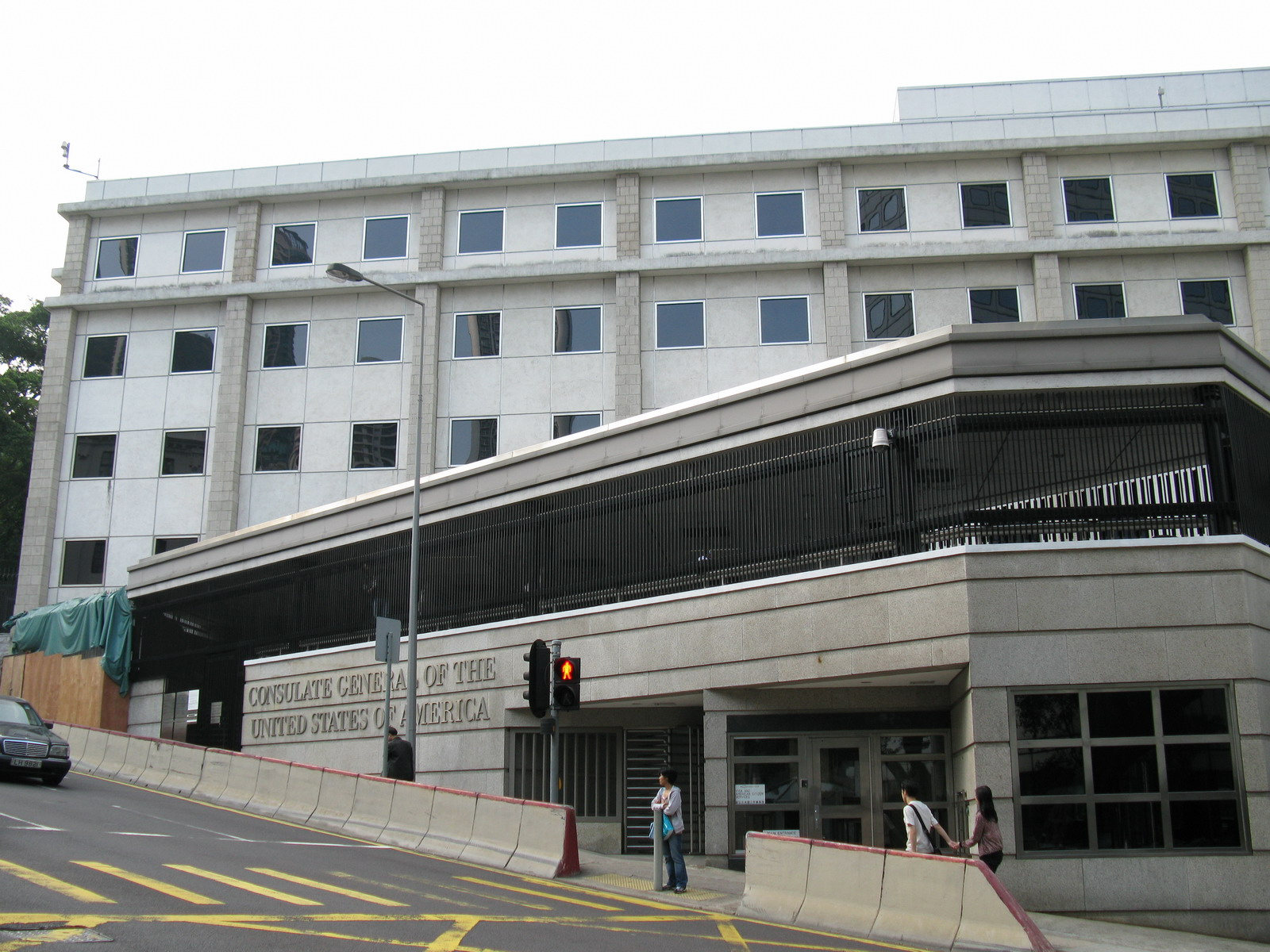
القنصلية العامة للولايات المتحدة الأمريكية بهونج كونج وماكاو، في 26 جاردن رود

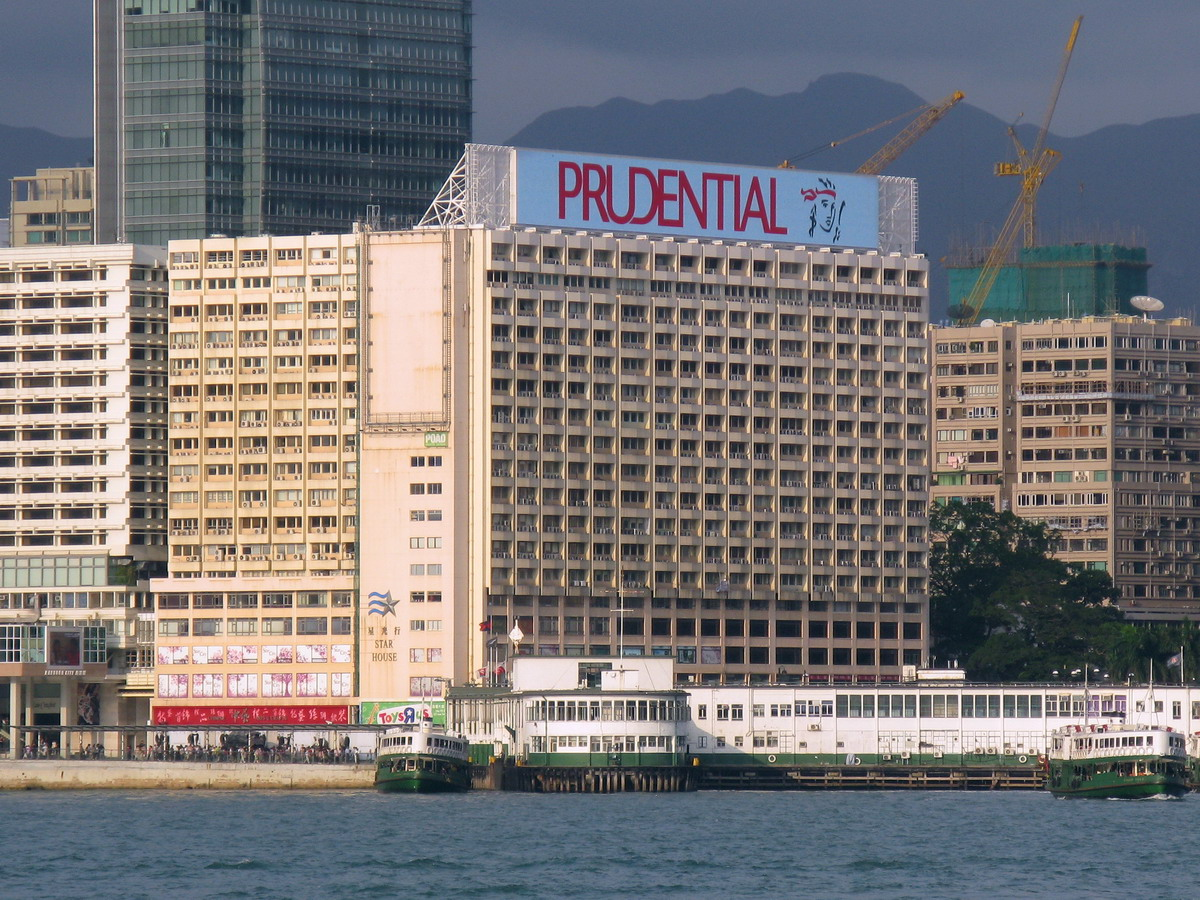
ستار هاوس هي مقر القنصلية العامة لكمبوديا

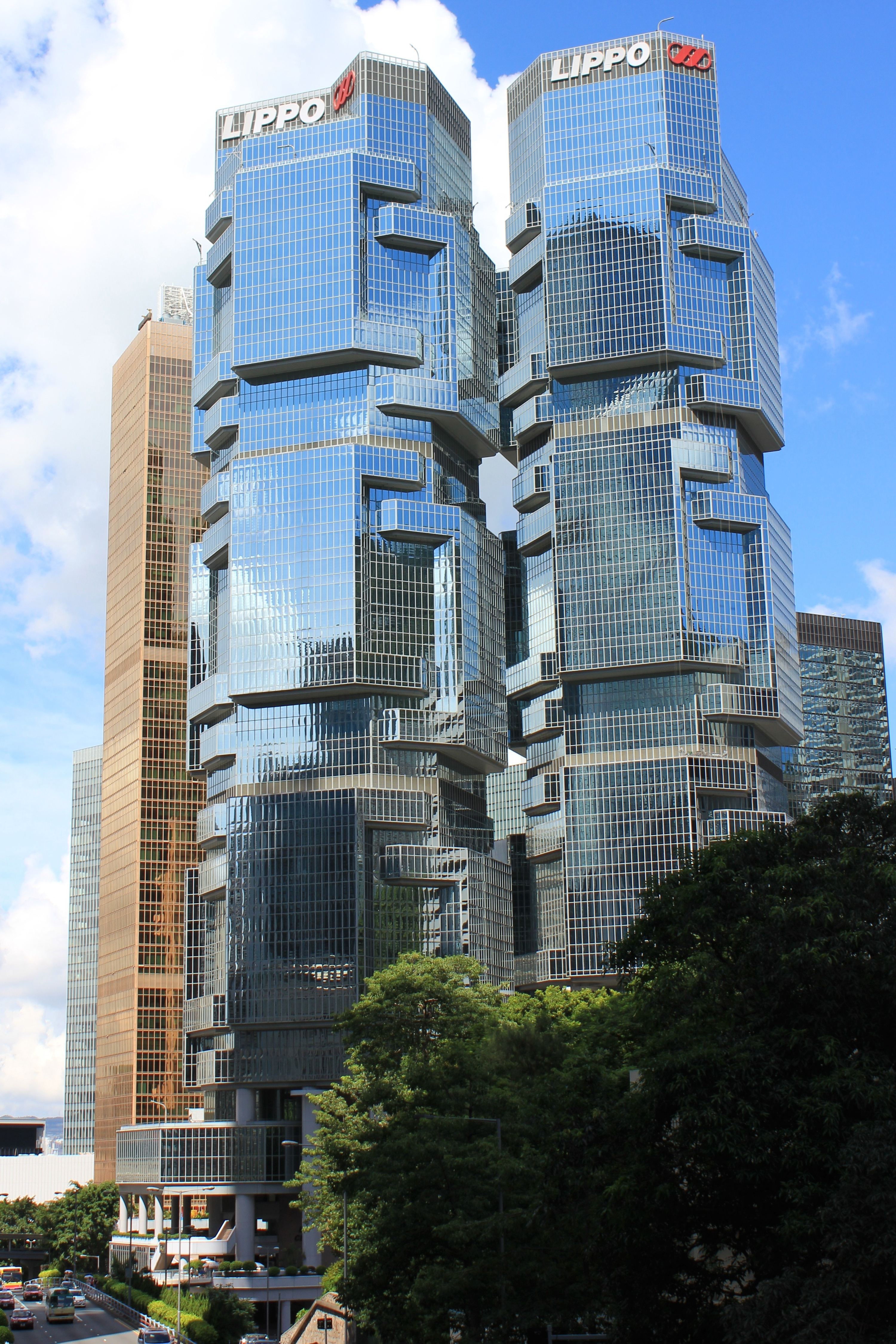
يضم مبنى مركز ليبو مكتب تايبيه الاقتصادي والثقافي

توجد 123 بعثة قنصلية في هونغ كونغ، منها 62 قنصلية عامة و61 قنصلية (بما في ذلك تلك التي يمثلها القناصل الفخريون) وستة هيئات معترف بها رسميًا في هونغ كونغ. نظرًا لأن هونغ كونغ تتمتع بوضع إداري خاص في دستور جمهورية الصين الشعبية، فإن كثير من القناصل العامون في هونغ كونغ يقدمون تقاريرهم مباشرة إلى وزارات الخارجية التابعة لدولهم، بدلاً من سفاراتهم في بكين.
تقع معظم القنصليات العامة في المناطق الوسطى والأميرالية ووان تشاي ووان تشاي الشمالية وخليج كوزواي وشيونغ وان داخل مدينة فيكتوريا. ثلاثة منها فقط تقع في كولون (كمبوديا وتشيلي ونيبال)، في مناطق تسيم شا تسوي وخليج كولون وتسيم شا تسوي الشرقية على التوالي.
ومن بين هؤلاء، هناك 55 قنصلية عامة وسبع قنصليات فخرية معتمدة أيضًا في ماكاو. هناك 10 قنصليات فخرية في ماكاو، اثنتان منها تابعة للقنصليات العامة في هونغ كونغ.

## الوضع الخاص لهونغ كونغ
تتمتع هونغ كونغ بوضع المنطقة الإدارية الخاصة لجمهورية الصين الشعبية، ويحمل بعض القناصل العامين في هونغ كونغ رتبة سفير، ومنهم:
- البرازيل [3]
- اليابان [4]
- الفلبين [5]
- الولايات المتحدة [6]

عمل القناصل العامون الآخرون في أماكن أخرى كسفراء أو مفوضين سامين قبل الخدمة في هونغ كونغ، على سبيل المثال:
- أستراليا
- ألمانيا [7]
- إسرائيل [8]

توماس جنوكتشي، الرئيس الحالي لمكتب الاتحاد الأوروبي في هونج كونج وماكاو، يشغل أيضًا منصب نائب رئيس EEAS اليابان، وكوريا، وأستراليا، ونيوزيلندا، وقسم المحيط الهادئ.
ميزة أخرى لبعض القناصل العام في هونغ كونغ هي أنهم يقدمون تقاريرهم مباشرة إلى وزارات الخارجية الخاصة بهم، بدلاً من سفاراتهم في بكين، مثل قنصليات البلدان التالية:
- القنصلية العامة لدولة الكويت لدى هونغ كونغ ومكاو.
- القنصلية العامة لكندا في هونج كونج وماكاو [10]
- القنصلية العامة البريطانية، هونغ كونغ [11]
- القنصلية العامة للولايات المتحدة وهونغ كونغ وماكاو [12]

تم اعتماد العديد من القنصليات العامة في كل من هونج كونج وماكاو. تدير أنغولا والفلبين قنصليات في كلا المنطقتين، وتخدم البرتغال هونغ كونغ من خلال قنصليتها في ماكاو. تشير العديد من القنصليات التي تخدم كل من هونغ كونغ وماكاو إلى المنطقتين بأسمائهما الرسمية، في حين أن البعض الآخر لا يفعل ذلك. في عام 2018، طلبت وزارة الشؤون الخارجية الصينية أن تشير القنصليات إلى منطقة واحدة فقط في أسمائها الرسمية حتى لو كانت تخدم كلا المنطقتين؛ ولم ترسل هذا الطلب إلى مكتب الاتحاد الأوروبي إلى هونج كونج وماكاو.

## التاريخ
عندما كانت هونغ كونغ تحت الحكم البريطاني، مثل الحاكم الحكومة البريطانية، وكذلك العاهل البريطاني كرئيس للدولة. تم التعامل مع الأمور المتعلقة بالجنسية البريطانية من قبل إدارة الهجرة في هونج كونج.
ومع ذلك، فإن المصالح التجارية للمملكة المتحدة كانت ممثلة من قبل لجنة التجارة البريطانية. أصبح آخر كبير مفوضي التجارة، فرانسيس كورنيش، أول قنصل عام بريطاني بعد نقل السيادة إلى الصين، في 1 يوليو 1997.
خلال المفاوضات بين بريطانيا والصين حول مستقبل هونج كونج، اقترح البريطانيون إنشاء «مفوض بريطاني» بعد نقل السيادة إلى الصين، وهو ما رفضه الصينيون باعتباره محاولة لتحويل منطقة هونج كونج الإدارية الخاصة المستقبلية إلى عضو أو عضو منتسب في الكومنولث.
نظرًا لأن هونغ كونغ كانت مستعمرة (لاحقًا إقليم تابع) لدولة الكومنولث، فقد تم تمثيل بعض دول الكومنولث من قبل اللجان قبل التسليم بما في ذلك:
- أستراليا [18]
- بنغلاديش [19]
- كندا [20]
- نيوزيلندا [21]
- الهند [22]
- ماليزيا [23]
- نيجيريا [24]
- سنغافورة [25]

بعد نقل السيادة، تم تغيير اسمها إلى القنصليات العامة. وبالمثل، تم تغيير لقب رئيس البعثة من مفوض إلى قنصل عام. ومع ذلك، تم تغيير اسم المفوضية الأسترالية إلى القنصلية العامة في عام 1986.
على الرغم من عودة جنوب إفريقيا إلى الكومنولث في عام 1994، وتم تغيير اسم سفاراتها في دول الكومنولث إلى اللجان العليا، إلا أن اسم القنصلية العامة لجنوب إفريقيا في هونغ كونغ لم يتغير.، بينما عادت باكستان إلى الكومنولث في عام 1989، ظل اسم القنصلية العامة الباكستانية في هونغ هونغ دون تغيير.
في وقت نقل السيادة في 1 تموز / يوليه 1997، لم تكن لجنوب أفريقيا علاقات دبلوماسية مع جمهورية الصين الشعبية، لأنها لم تكن قد نقلت الاعتراف بها من تايوان. ومع ذلك، فقد تمكنت من الإبقاء على قنصليتها العامة لمدة ستة أشهر مؤقتة، حتى أقيمت العلاقات مع بكين في 1 يناير 1998.
الدول الأخرى التي اختارت الحفاظ على العلاقات الدبلوماسية مع تايبيه أغلقت قنصلياتها في هونغ كونغ قبل نقل السيادة، مثل باراغواي، التي أغلقت قنصليتها في 11 مايو 1997. في وقت سابق، كانت قد فكرت في الانتقال إلى ماكاو، التي كانت لا تزال تحت الإدارة البرتغالية. كما أغلقت جمهورية إفريقيا الوسطى وكوستاريكا وجمهورية الدومينيكان قنصلياتها، بينما اضطرت ليبيريا، التي قطعت الصين علاقاتها الدبلوماسية معها في سبتمبر 1997، إلى إغلاق قنصليتها بعد شهر. ومع ذلك، أعادت العلاقات الدبلوماسية مع بكين في وقت لاحق في عام 2003.
نتيجة لنقل السيادة، تمكنت كوريا الشمالية، التي لم يُسمح لها بإنشاء بعثة تجارية في هونغ كونغ أثناء الحكم البريطاني من فتح قنصلية عامة في فبراير 2000. وبالمثل، تمكنت إيران أيضًا من إعادة إنشاء قنصليتها العامة،[متى؟] مما يثير مخاوف من أن تتمكن البلاد من الوصول إلى الأسلحة المهربة عبر هونغ كونغ، وهي ميناء حر. تم إغلاق هذا من قبل الحكومة البريطانية في عام 1989 بعد قضية رشدي.
تمكنت بوتان، التي لم يكن لها علاقات دبلوماسية مع بكين أو تايبيه في وقت نقل السيادة، من الحفاظ على قنصلية فخرية في هونغ كونغ، معتمدة لدى ماكاو.

## البعثات القنصلية
A
- ألبانيا - قنصلية‡[42]
- أنغولا – قنصلية عامة[43]
- الأرجنتين – قنصلية عامة[44]†
- أستراليا – قنصلية عامة  [لغات أخرى]‏†[45]
- النمسا – قنصلية عامة†[46]

B
- البحرين - قنصلية‡[47]
- بنغلاديش – قنصلية عامة†[48]
- بربادوس - قنصلية‡[49]
- بلجيكا – قنصلية عامة†[50]
- بنين - قنصلية‡
- بوتان – قنصلية ‡[51] (Bhutan and the People's Republic of China have no diplomatic relations)[40][52]
- بوتسوانا - قنصلية‡[53]
- البرازيل – قنصلية عامة†[54]
- بروناي – قنصلية عامة[55]
- بوروندي - قنصلية‡[56]

C
- كمبوديا – قنصلية عامة†[57]
- الكاميرون - قنصلية‡
- كندا – قنصلية عامة†[58]
- تشيلي – قنصلية عامة†[59]
- كولومبيا – قنصلية عامة†[60]
- Congo - قنصلية‡
- كرواتيا - قنصلية‡
- كوبا - قنصلية‡
- قبرص - قنصلية‡[61]
- التشيك – قنصلية عامة†[62]

D
- جيبوتي - قنصلية‡[63]

E
- مصر – قنصلية عامة†[64]
- غينيا الاستوائية - قنصلية‡[65]
- إريتريا - قنصلية‡[66]
- إستونيا - قنصلية‡[67]
- إثيوبيا - قنصلية‡†[68]

F
- فيجي - قنصلية‡[69]
- فنلندا – قنصلية عامة†[70]
- فرنسا – قنصلية عامة†[71]

G
- ألمانيا – قنصلية عامة†[72]
- اليونان – قنصلية عامة†[73]
- غرينادا - قنصلية†[74]
- غينيا - قنصلية‡

H
- المجر – قنصلية عامة†[75]

I
- آيسلندا - قنصلية‡
- الهند – قنصلية عامة†[76]
- إندونيسيا – قنصلية عامة†[77]
- إيران – قنصلية عامة†[78]
- جمهورية أيرلندا – قنصلية عامة†[79]
- إسرائيل – قنصلية عامة†[80]
- إيطاليا – قنصلية عامة†[81]
- ساحل العاج - قنصلية‡

J
- جامايكا - قنصلية‡
- اليابان – قنصلية عامة†[82]
- الأردن - قنصلية‡[83]

K
- كازاخستان – قنصلية عامة†[84]
- كينيا - قنصلية‡†[85]
- Democratic People's Republic of Korea – قنصلية عامة[86]
- Republic of Korea – قنصلية عامة†[87]
- الكويت - قنصلية[88]

L
- لاوس – قنصلية عامة†[89]
- لاتفيا - قنصلية‡[90]
- ليسوتو - قنصلية‡[91]
- ليختنشتاين - قنصلية‡[92]
- ليتوانيا - قنصلية‡[93]
- لوكسمبورغ - قنصلية‡

M
- مدغشقر  - قنصلية‡[94]
- ماليزيا – قنصلية عامة†[95]
- جزر المالديف - قنصلية‡[96]
- مالي - قنصلية‡
- مالطا - قنصلية‡
- موريشيوس  - قنصلية‡[97]
- المكسيك – قنصلية عامة†[98]
- ميكرونيسيا  - قنصلية‡[99]
- موناكو - قنصلية‡[100]
- منغوليا – قنصلية عامة‡[101]
- المغرب - قنصلية‡
- موزمبيق - قنصلية‡[102]
- ميانمار – قنصلية عامة †[103]

N
- ناميبيا - قنصلية‡†[104]
- نيبال – قنصلية عامة†[105]
- هولندا – قنصلية عامة†[106]
- نيوزيلندا – قنصلية عامة†[107]
- النيجر  - قنصلية‡[108]
- نيجيريا  – قنصلية عامة†[109]
- النرويج  - قنصلية‡[110]†

O
- سلطنة عمان - قنصلية‡[111]

P
- باكستان – قنصلية عامة†[112]
- بنما – قنصلية عامة
- بابوا غينيا الجديدة - قنصلية‡
- بيرو – قنصلية عامة†[113]
- الفلبين – قنصلية عامة[114]
- بولندا – قنصلية عامة†[115]
- البرتغال - قنصلية‡ (subordinate to the قنصلية عامة in Macau)

Q
- قطر – قنصلية عامة[116]

R
- رومانيا – قنصلية عامة†[117]
- روسيا – قنصلية عامة†[118]
- رواندا - قنصلية‡

S
- ساموا - قنصلية‡[119]
- سان مارينو - قنصلية‡[120]
- السعودية – قنصلية عامة†[121]
- سيشل - قنصلية‡[122]
- سنغافورة – قنصلية عامة†[123]
- سلوفاكيا - قنصلية‡
- سلوفينيا – Honorary Consulate‡
- جنوب إفريقيا – قنصلية عامة[124]†
- إسبانيا – قنصلية عامة†[125]
- سريلانكا - قنصلية‡*
- السودان - قنصلية‡
- سورينام - قنصلية‡
- السويد – قنصلية عامة†[126]
- سويسرا – قنصلية عامة†[127]

T
- تنزانيا - قنصلية‡*
- تايلاند – قنصلية عامة†[128]
- تونغا - قنصلية‡
- ترينيداد وتوباغو - قنصلية‡
- تونس - قنصلية‡
- تركيا – قنصلية عامة†[129]

U
- أوغندا - قنصلية‡
- الإمارات العربية المتحدة – قنصلية عامة
- المملكة المتحدة – Consulate-General[130]†
- الولايات المتحدة – قنصلية عامة†[131]
- أوروغواي - قنصلية‡†[132]

V
- فانواتو – قنصلية عامة[133]
- فنزويلا – قنصلية عامة†[134]
- فيتنام – قنصلية عامة†[135]

Y
- اليمن - قنصلية‡[136]

Z
- زيمبابوي – قنصلية عامة†[137]

*. معتمدة أيضًا في ماكاو. ‡.القنصليات الفخرية.

## بعثات الهيئات المعترف بها
- بنك التسويات الدولية - مكتب تمثيلي لآسيا والمحيط الهادي
- الإتحاد الأوربي - مكتب المفوضية الأوروبية *[138]
- مؤتمر لاهاي للقانون الدولي الخاص - المكتب الإقليمي لآسيا والمحيط الهادئ
- البنك الدولي للإنشاء والتعمير ومؤسسة التمويل الدولية - المكتب الإقليمي لمؤسسة التمويل الدولية لشرق آسيا والمحيط الهادئ ومكتب تنمية القطاع الخاص التابع للبنك الدولي لشرق آسيا والمحيط الهادئ
- صندوق النقد الدولي - المكتب الفرعي لمنطقة هونغ كونغ الإدارية الخاصة
- مفوض الأمم المتحدة السامي لشؤون اللاجئين - المكتب الفرعي

*. معتمدة أيضًا في ماكاو.

## البعثات السابقة
- South Vietnam (Consulate-General until 1975)
- باهاماس (Honorary Consulate until 2003)[139]
- بنين (Honorary Consulate until 2007)[140]
- الرأس الأخضر (Consulate-General until 2000)[141]
- جمهورية إفريقيا الوسطى (Honorary Consulate until 2006)[142]
- قالب:بيانات بلد Congo-Kinshasa (Honorary Consulate until 2009)[143]
- الدنمارك (Consulate-General until 2012).[144]
- الغابون (Honorary Consulate until 2016)[145]
- غانا (Honorary Consulate until 2013)[146]
- كيريباتي (Honorary Consulate until 2003)[147]
- توغو (Honorary Consulate until 2014)[148]
- أوكرانيا (Honorary Consulate until 2007)[149]

حافظت النرويج على القنصلية العامة حتى عام 2003، والقنصلية الفخرية حتى عام 2004  لكنها أعادت فتح قنصليتها في عام 2008.
البلدان التالية، التي تعترف بتايوان على أنها جمهورية الصين، كان لديها قنصليات في هونغ كونغ قبل عام 1997.
- بليز[153]
- غواتيمالا[154]
- هندوراس[29]
- ناورو[153]
- نيكاراجوا[155]
- باراغواي[33]
- سانت لوسيا[153]
- توفالو[155]

باراغواي معتمدة حاليًا لدى هونج كونج وماكاو من خلال سفارتها في طوكيو باليابان.
البلدان التالية، التي لم تعد لها علاقات دبلوماسية مع تايوان، كان لديها قنصليات في هونج كونج تحت الحكم البريطاني:
- جمهورية إفريقيا الوسطى[33]
- كوستاريكا[157]
- دومينيكا[29]
- جمهورية الدومينيكان[157]
- السلفادور[158]
- غامبيا[159]
- ليبيريا[35]

## دول بدون بعثات
البلدان التالية، التي لها علاقات دبلوماسية مع جمهورية الصين الشعبية، ليس لها تمثيل في الوقت الحالي في هونغ كونغ، ولكنها اقترحت إنشاء قنصليات:
- أنتيغوا وباربودا[139]
- أرمينيا[160]
- تيمور الشرقية
- كيريباتي[161]
- جزر سليمان[162]

الدول التالية، التي لها علاقات دبلوماسية مع تايوان، وليس لديها قنصليات في هونج كونج:
- قالب:بيانات بلد هاييتي[163]
- جزر مارشال[164]
- بالاو[165]
- قالب:بيانات بلد سانت كيتس ونيفس[166]
- سانت فينسنت والغرينادين[167]

## العلاقات مع البر الرئيسى للصين

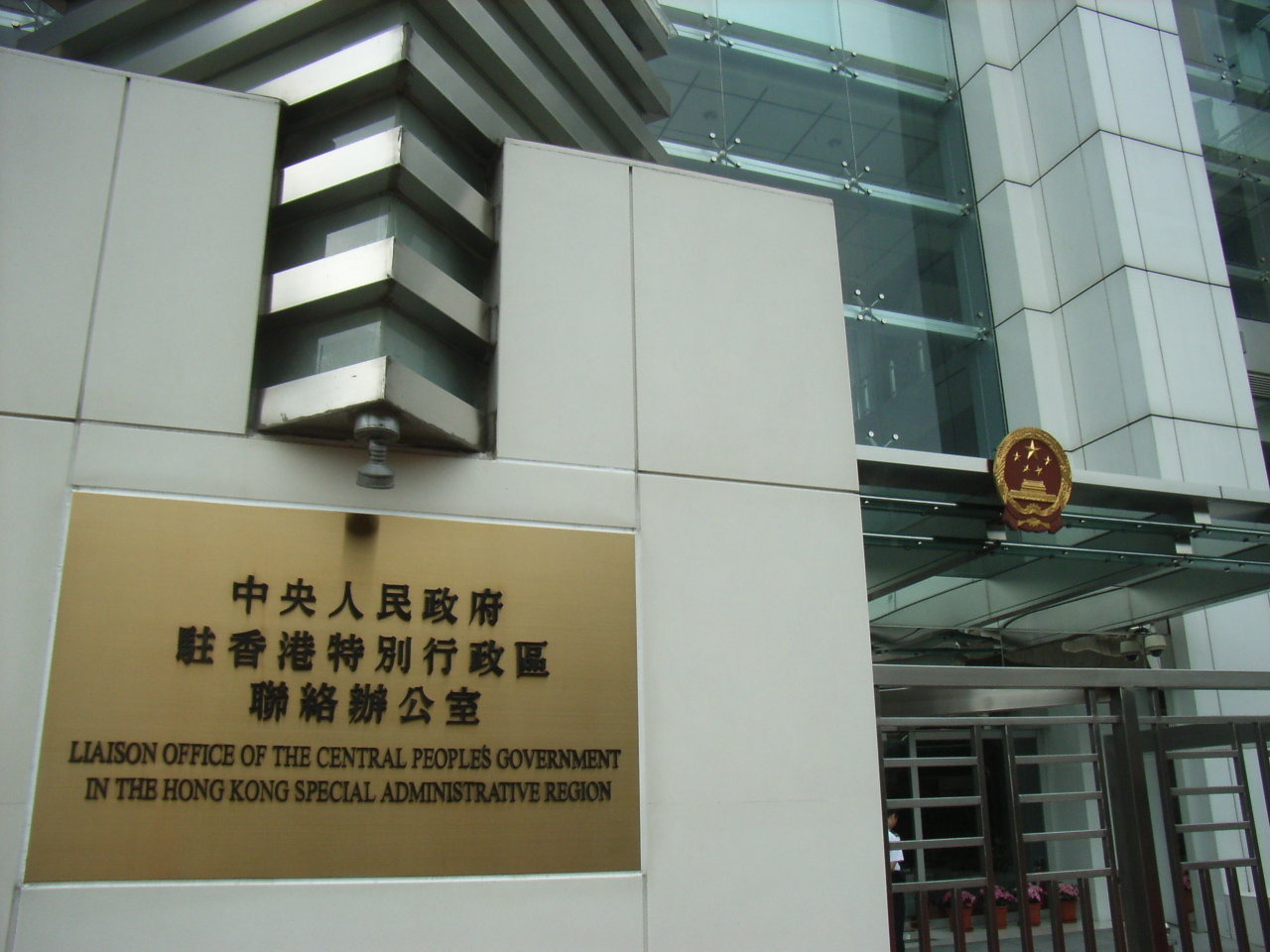
مكتب الاتصال التابع للحكومة الشعبية المركزية في منطقة هونغ كونغ الإدارية الخاصة

مكتب الاتصال التابع للحكومة الشعبية المركزية في منطقة هونغ كونغ الإدارية الخاصة هو المكتب التمثيلي للحكومة المركزية لجمهورية الصين الشعبية في هونغ كونغ. تأسست في مايو 1947 باسم وكالة أنباء شينخوا وأعيد تسميتها في 18 يناير 2000.

## العلاقات مع تايوان
يعد مكتب تايبيه الاقتصادي والثقافي، الذي كان يُسمى سابقًا Chung Hwa Travel Service، مهمة فعلية لجمهورية الصين في هونغ كونغ. تتم إدارة العلاقة بين الكيانين من خلال مجلس التعاون الاقتصادي والثقافي لهونج كونج وتايوان (ECCPC) ومجلس التعاون الاقتصادي والثقافي بين تايوان وهونج كونج (ECCC).

## روابط خارجية
- 125 بعثة دبلوماسية في هونغ كونغ
- باللغة الإنجليزية شعبة المراسم الأمانة الحكومية لحكومة منطقة هونغ كونغ الإدارية الخاصة